# Incidente da Marinha Grande
O Incidente da Marinha Grande ou Paulada da Marinha Grande foi um incidente ocorrido a 14 de Janeiro de 1986 na Marinha Grande quando um grupo de trabalhadores desempregados esbofetearam Mário Soares. A agressão ocorreu aquando campanha eleitoral das eleições presidenciais de 1986 na quais Mário Soares concorria. O motivo era a grave crise que afetava há anos a indústria do cristal e que tinha tirado o emprego à maioria dos trabalhadores.

## Contexto
O incidente teve lugar na Marinha Grande, uma região muito dependente da indústria do cristal a qual estava a passar sérias dificuldades naquela altura, dada a crise que a afetava há vários anos e que tinha tirado o emprego à maioria dos operários. Mário Soares estava a fazer campanha eleitoral para as eleições de 1986 ainda na primeira volta contra Freitas do Amaral, Salgado Zenha, Maria de Lurdes Pintasilgo e Ângelo Veloso. Soares acusou apoiantes do PRD da agressão apesar de a Marinha Grande ser um bastião histórico do PCP.

## A agressão

O Incidente da Marinha Grande.

Quando, a 14 de Janeiro de 1986, Mário Soares dispôs-se a visitar uma das poucas  fábricas que tinham recebido subsídios do anterior governo (presidido pelo próprio Soares), nesse momento operários de outra fábrica que não os tinha recebido começaram a vaiar o político, sendo isto o prelúdio da agressão física que viria a seguir. O presidente da Câmara de Marinha Grande avisou Soares da possibilidade de haver elementos que estavam lá para o boicotear ou agredir, tendo o político ignorado a recomendação.
A ameaça, primeiramente verbal, acabou num ataque pessoal a Mário Soares quando um grupo de trabalhadores desempregados esbofetearam o candidato, esbofetearam também dois dos guarda-costas do político.
O político sai do carro, acompanhado pelos guarda-costas e vai em direção da Fábrica do Irmãos Stephens, nesse momento começa a agressão, um grupo de manifestantes ataca a comitiva de Mário Soares, usando as mãos e paus. O subchefe Paulo da PSP interpôs a sua cabeça entre um golpe que ia para a cabeça do candidato, isto fez que começasse a sangrar bastante, tendo conseguido desviar o golpe para o pescoço e o ombro do candidato.
Soares, acusaria pouco depois do ato de violência que este tinha sido executado por seguidores de Francisco Salgado Zenha, afirmando que os que o agrediram tinha autocolantes de dito candidato, o qual, tinha estado uma hora antes no mesmo lugar.
Mário Soares viria a descrever a agressão dizendo:
| “              | Eu ia-lhes a dizer para terem calma, para não se confrontarem com situações de violência e, de repente, deram-me um murro na cara, que me desequilibrou. Depois, veio um jovem pelas minhas costas e deu-me um murro na cabeça, de cima para baixo, com bastante força. Depois ainda apanhei uma paulada, que é o que me dói mais”. | ” |
| — Mário Soares | |   |

Os seguidores do candidato e os jornalistas conseguiram fugir até à Fábrica dos Irmãos Stephens, protegendo-se lá ficando a salvo da multidão enfurecida.

## Consequências
O Incidente seria amplamente usado por Mário Soares na sua campanha eleitoral e no seu tempo de antena. É possível que o sucesso tenha tido influência decisiva no resultado da eleição presidencial a qual foi ganha por Soares por uma estreita margem de votos e a sua vitória eleitoral na Marinha Grande. Alguns referem que o Incidente fez com que Mário Soares, que no início tinha pouco apoio (chegando apenas a 8% nas primeiras sondagens) e que à esquerda tinha dois candidatos: Maria de Lurdes Pintassilgo e Francisco Salgado Zenha, vencesse não só os adversários de esquerda mas também Freitas do Amaral o qual tinha um apoio sólido da direita política.